# Guerra russo-turca (1676-1681)
La guerra russo-turca del 1676–1681 fu un conflitto esploso tra impero russo e Impero ottomano, causato dalla grande espansione turca in Europa orientale avvenuta nella seconda metà del XVII secolo. Dopo aver infatti occupato e devastato le regioni della Podolia in occasione della guerra polacco-turca del 1672–1676, il governò ottomano decise di espandere i propri domini lungo la Riva sinistra ucraina, appoggiata, dal 1669, dal proprio vassallo, l'etmano Petro Dorošenko. La politica pro-turca causò forti malcontenti in gran parte dei Cosacchi ucraini, che elessero Ivan Samojlovyč (Etmano dell'Ucraina occidentale) come unico etmano dell'Ucraina nel 1674.
Dorošenko decise di opporsi a questa decisione e nel 1676 il suo esercito di 12 000 uomini catturò la città di Čyhyryn, facendo affidamento sull'approssimarsi dell'esercito Turco-Tataro. Tuttavia le forze unite russo-ucraine, al comando dello stesso Samojlovyč e di Grigorij Romodanovskij assediarono repentinamente Čyhyryn e costrinsero Dorošenko ad arrendersi. Lasciando una guarnigione nella città gli eserciti russi e ucraini si ritirarono sulla riva orientale del Dnepr. Il sultano turco nominò allora etmano della Riva destra ucraina, che in quel periodo era occupata dalle truppe turche, Jurij Chmel'nyc'kyj. Nel luglio 1677, il sultano ordinò al suo esercito di 120 000 uomini, diretto da Ibrahim Pascià, di avanzare contro Čyhyryn, senza riuscire tuttavia ad occuparla.
Nel luglio del 1678, l'esercito turco (all'incirca 200 000 uomini) del gran visir Kara Mustafa assediò nuovamente la città. Gli eserciti russo e ucraino (120 000 uomini) riuscirono a far breccia attraverso le file turche dopo che l'11 agosto, tuttavia, l'esercito ottomano era già riuscito ad occupare Čyhyryn e a distruggerla. Le truppe russe si ritirarono al di là del Dnepr, incalzate da quelle turche, le quali si arrestarono una volta giunte in prossimità del fiume.
Negli anni 1679–1680, i Russi respinsero gli attacchi dei Tatari di Crimea e il 3 gennaio 1681 siglarono con l'Impero ottomano il trattato di Bachčysaraj che stabilì il confine tra le due potenze lungo il Dnepr.